# 原発性縦隔大細胞型B細胞リンパ腫
原発性縦隔大細胞型B細胞リンパ腫(げんぱつせいじゅうかくだいさいぼうがたビーさいぼうリンパしゅ、英：Primary mediastinal B-cell lymphoma;PMBL)は、胸腺の成熟B細胞に由来すると考えられている、縦隔に発生する急速進行性のリンパ腫。びまん性大細胞型B細胞性リンパ腫(DLBCL)のサブタイプであるが一般的に予後はよい。

## 疫学
非ホジキンリンパ腫の3%前後を占める。一般的な急速進行性成熟B細胞腫瘍とは異なり若年成人で好発する。男女比1:2。

## 臨床像
胸腺・前縦隔に限局した巨大腫瘤を形成し、次いで肺・胸膜・心嚢膜らへ浸潤する。腫瘤径は60-70%の症例で10cmを超えるとされる。また鎖骨上リンパ節や頸部リンパ節の限局的な腫脹を認めうる。
進行例では腎・副腎・肝・中枢神経系などへの浸潤が典型的である。遠隔リンパ節転移や骨髄浸潤は通常認めず、これはDLBCLとの鑑別に際しても有用である。
臨床症状としては上大静脈症候群をきたしやすく、またB症状(発熱・盗汗・体重減少)や胸痛・咳嗽・呼吸困難を呈する。

## 組織像
DLBCLと同様に大型腫瘍細胞のびまん性増殖を呈するが、典型的には線維性硬化を背景に淡明な胞体を有する中型～大型の腫瘍細胞の胞巣状増殖を認める。膠原線維によって腫瘍細胞は結節状・分葉状に区画され、上皮性腫瘍に類似した像を呈する。
免疫学的表現型の特徴としては、一般にはホジキンリンパ腫で陽性となるCD15・CD30・TRAF-1といったマーカーがしばしば陽性となることが知られている。特にCD30は80%以上の症例で認められるが、ホジキンリンパ腫とは異なり部分的かつ弱陽性となるのが特徴。またPD-L1の高発現が特徴的とされる。

## 診断
診断には生検を要し、顕微鏡下で正確な組織の種類を決定する。節外病変を生じにくいことから生検はしばしば困難である。なお、80%の症例では診断時点での病期はI-II期であり、半数以上が診断時点でIII期以降となるDLBCLとはこの点においても異なる。
診断においてはリンパ腫に加えて胸腺上皮腫瘍・デスモイドといった縦隔腫瘍や胚細胞腫瘍、硬化性縦隔炎といった疾患も鑑別の対象となる。B細胞性腫瘍の例に漏れずCD45・CD19・CD20・CD79aといった汎B細胞マーカーが陽性となるのが特徴であり、またサイトケラチン陰性を確認することで上皮性腫瘍を除外できる。
特に結節硬化型ホジキンリンパ腫(NSHL)は、発症年齢・性差や硬化性背景・淡明胞体の存在において類似しており、治療方針が全く異なるため鑑別疾患として重要である。PMBLとNSHLの中間の腫瘍はグレーゾーンリンパ腫(狭義のgray zone lymphomaもしくはmediastinal gray zone lymphoma)と呼ばれ 、PMBLに比して予後は不良である。

## 治療
治療は通常、数か月にわたる多剤併用化学療法による。 2015年度のNCCNのガイドラインでは、(DLBCLの治療に準じた)R-CHOP療法(リツキシマブ、シクロホスファミド、ドキソルビシン、ビンクリスチン、プレドニゾロン) またはDose-Adjusted EPOCH-R療法(用量調節されたエトポシド、プレドニゾロン、ビンクリスチン、シクロホスファミド、ドキソルビシン、リツキシマブ) が推奨されている。特にDose-Adjusted EPOCH-R療法は第II相試験において5年間無再発生存93%という良好な成績を残している。もっとも、患者の多くが若年女性であることから強力なレジメンの使用にあたっては妊孕性の低下も問題となる。
化学療法だけでは不十分と思われる場合(特に初回治療がR-CHOPであった場合)は地固め療法として放射線療法も施行されるが、乳がんなどの二次発癌や晩期障害を引き起こすため最善のアプローチかどうかについては議論がなされている 。
FDG-PETスキャンは治療効果の予測において他のリンパ腫ほど有用ではないとされるが、術後再発リスクの評価、ひいては放射線照射の適応の判断においては有用である。
再発や難治性の症例における治療は難渋する。今後の可能性としては、例えばPD-L1の発現に注目しニボルマブを含むレジメンを用いたアプローチがなされるなどしている.

## 予後
多くの患者は何年も生存するが、最初の治療が奏功しなかった場合や再発例での長期予後は良好でない 。再発は通常、治療終了後12～18か月以内に現れる 。
予後不良因子としては、IPI高値と胸水・心嚢水の貯留が全生存率に関連することが知られている。

## 歴史
1980年代前半から報告されており、背景に線維化を伴い淡明な胞体を持つ腫瘍細胞が胞巣状に増殖するのが特徴とされた。1986年に非ホジキンリンパ腫との認識が確立した 。